# Aqua (rascacielos)
El edificio o torre Aqua es un rascacielos de 86 plantas y uso mixto residencial localizado en la zona de Lakeshore East, en el centro de Chicago, Illinois, Estados Unidos. Diseñado por un equipo dirigido por Jeanne Gang, sus 262 m lo hacen el edificio más alto del mundo que tiene una mujer como arquitecto principal. Incluye un nivel de estacionamiento bajo tierra. La base del edificio de ocho plantas, de 13 000 m², está cubierta por 7 669 m² de terraza con jardines, gazebos, piscinas, bañeras de hidromasaje, una pista atlética y un pozo de fuego. Cada piso tiene aproximadamente 1 500 m². Aqua fue nombrado "rascacielos del año" en 2009 en los premios Emporis Skyscraper Award y fue finalista en 2010 del premio bienal del International Highrise Award.

## Arquitectura

### Arquitecto

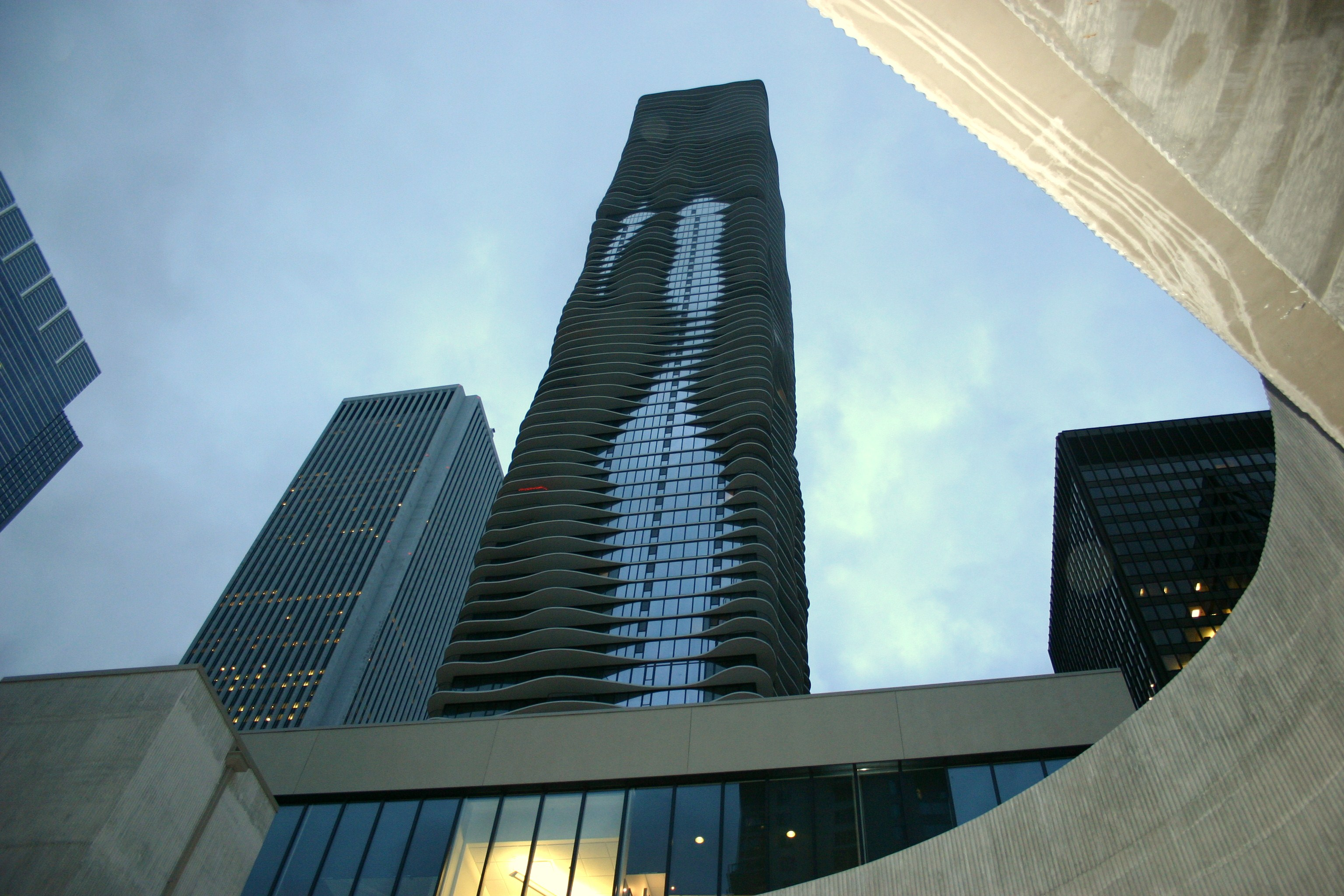
Fachada oriental de la torre Aqua.

El edificio Aqua fue diseñado por Jeanne Gang, directora y fundadora de Studio Gang Architects, y es su primer proyecto de rascacielos. Es el proyecto más grande jamás otorgado a una empresa estadounidense dirigida por una mujer. Loewenberg & Associates son los arquitectos firmantes, dirigidos por James Loewenberg.

### Diseño
La torre Aqua se encuentra en el número 200 de North Columbus Drive y está rodeada de edificios altos. Para lograr vistas de lugares emblemáticos para los residentes del edificio, Gang extendió sus balcones hacia el exterior hasta 3,7 metros. El resultado es un edificio compuesto de losas irregulares de hormigón que dan a la fachada una calidad ondulada, escultórica. Gang cita el estriado de los afloramientos de piedra caliza que son una característica común topográfica de la región de los Grandes Lagos como inspiración para estas placas.
El edificio tiene 5 100 m² de espacio comercial y de oficinas, además de 215 habitaciones hoteleras (pisos 1-18), 476 unidades residenciales de alquiler (pisos 19 a 52), y 263 condominios y áticos (pisos 53-80). Aqua también es el primer edificio del centro de Chicago que combina condominios, apartamentos y un hotel. Strategic Hotels & Resorts había acordado adquirir los primeros 15 pisos para un hotel en el momento de la terminación del edificio, pero canceló sus 84 millones de dólares de contrato para el espacio en agosto de 2008, citando cambios significativos en el entorno económico.
El 12 de mayo de 2010 se anunció que Carlson Hotels Worldwide accedió a gastar 125 millones de dólares para abrir el primer hotel Radisson Blu en Estados Unidos en los 18 pisos vacantes del rascacielos.
El nombre de «Aqua» fue asignado a la construcción por Magellan Development Group LLC. Se ajusta al tema náutico de otros edificios de la orilla del Lakeshore East, y deriva de las formas de onda de los balcones; la proximidad de la torre al cercano lago Míchigan también influyó en el nombre.
La sostenibilidad es un factor importante en el diseño de Aqua. Gang y su equipo refinaron las extensiones de las terrazas para maximizar la protección solar, y otras características sostenibles incluyen los sistemas de recogida de agua de lluvia y de iluminación de bajo consumo. El techo verde en la parte superior de la base de la torre es la más grande en Chicago. La torre logró así la certificación LEED ("Liderazgo en diseño energético y ambiental").